# 多尔沟
多尔沟（又名多儿沟），是中国长江流域的一条河流，汇入白龙江上游右岸，属于嘉陵江水系。河长66千米，流域面积1052平方千米，多年平均流量14立方米每秒。自然落差1490米。水能理论蕴藏量6万千瓦。